# شعبة التخطيط (الجيش الإسرائيلي)
إدارة التخطيط في الجيش الإسرائيلي (بالعبرية: אגף התכנון) وتختصر (بالعبرية: אג"ת اجت)، إحدى شعب أركان حرب الجيش الإسرائيلي.
مسؤولة عن الإستراتيجيات العسكرية والتخطيط للعمليات العسكرية قبل نشوب الحروب، والتخطيط لبنية الجيش الإسرائيلي وتنظيمه. وهي تخدم في الدولة كجزء من وزارة الدفاع الإسرائيلية.